# (39700) 1996 TO9
(39700) 1996 TO9 est un astéroïde de la ceinture principale d'astéroïdes découvert en 1996.

## Description
(39700) 1996 TO9 a été découvert le 12 octobre 1996 à Lake Clear par Kurtis A. Williams.

### Caractéristiques orbitales
L'orbite de cet astéroïde est caractérisée par un demi-grand axe de 2,65 ua, un périhélie de 2,43 ua, une excentricité de 0,08 et une inclinaison de 21,98° par rapport à l'écliptique. Du fait de ces caractéristiques, à savoir un demi-grand axe compris entre 2 et 3,2 ua et un périhélie supérieur à 1,666 ua, il est classé, selon la JPL Small-Body Database, comme objet de la ceinture principale d'astéroïdes.

### Caractéristiques physiques
(39700) 1996 TO9 a une magnitude absolue (H) de 14,6 et un albédo estimé à 0,331.